# Trey Amos
Trenayvian Amos (New Iberia, 3 marzo 2002) è un giocatore di football americano statunitense che milita nel ruolo di cornerback per i Washington Commanders della National Football League (NFL).

## Carriera universitaria
Amos disputò 34 partite all'Università della Louisiana dal 2020 al 2022, facendo registrare 59 tackle e un intercetto. Dopo la stagione 2022 si trasferì ad Alabama. Nell'unica stagione con i Crimson Tide disputò tutte le 14 partite, di cui una come titolare, con 12 placcaggi. Nel 2024 si trasferì a Ole Miss dove mise a segno 50 tackle, 3 intercetti e 13 passaggi deviati in 13 presenze.

## Carriera professionistica

### Washington Commanders
Amos fu scelto nel corso del secondo giro (61º assoluto) del Draft NFL 2025 dai Washington Commanders.